# Cmentarz prawosławny w Łaskowie
Cmentarz prawosławny w Łaskowie – nekropolia wyznania prawosławnego w Łaskowie, założona prawdopodobnie w XIX w. jako unicka, przemianowana w 1875 na prawosławną, użytkowana do zniszczenia wsi w 1944.

## Historia i opis
Cmentarz został prawdopodobnie wytyczony w XIX w. z przeznaczeniem dla miejscowej ludności unickiej, przy kaplicy tego wyznania. W 1875 został, wskutek likwidacji unickiej diecezji chełmskiej, przemianowany, podobnie jak cerkiew, na prawosławny. Był użytkowany do 1944. 10 marca tego roku wieś została spalona przez oddział Armii Krajowej w ramach większej akcji przeciwko wsiom uznanym przez wywiad AK za ośrodki ukraińskiej partyzantki (tego samego dnia zniszczono również Sahryń i Szychowice); podczas ataku polscy żołnierze zabili 250–300 miejscowych cywilnych Ukraińców, w tym prawosławnego duchownego Lwa Korobczuka. Ofiary zbrodni zostały pochowane na cmentarzu. Lew Korobczuk, kanonizowany w 2003 jako jeden z męczenników chełmskich i podlaskich, został pochowany w pobliżu wejścia na teren nekropolii (dokładnie miejsce pochówku nie zostało ustalone). Tam też ustawiony został pomnik upamiętniający zamordowanego duchownego oraz wszystkich zmarłych mieszkańców Łaskowa od powstania wsi do jej spalenia w 1944. Jego fundatorką jest Lidia Własiuk-Kołomijec, Ukrainka urodzona w Łaskowie, która jako jedyna ze swojej rodziny nie zginęła podczas pacyfikacji wsi.
Na początku lat 90. XX wieku na cmentarzu znajdowały się trzy kamienne nagrobki – krzyże lub postumenty – oraz dwa krzyże drewniane, w tym jeden z datą 1944. Na nagrobkach widnieją inskrypcje cerkiewnosłowiańskie. Cmentarz został wysprzątany i odremontowany w 2007 przez studentów z Ukrainy. Cmentarz widnieje w gminnej ewidencji zabytków.

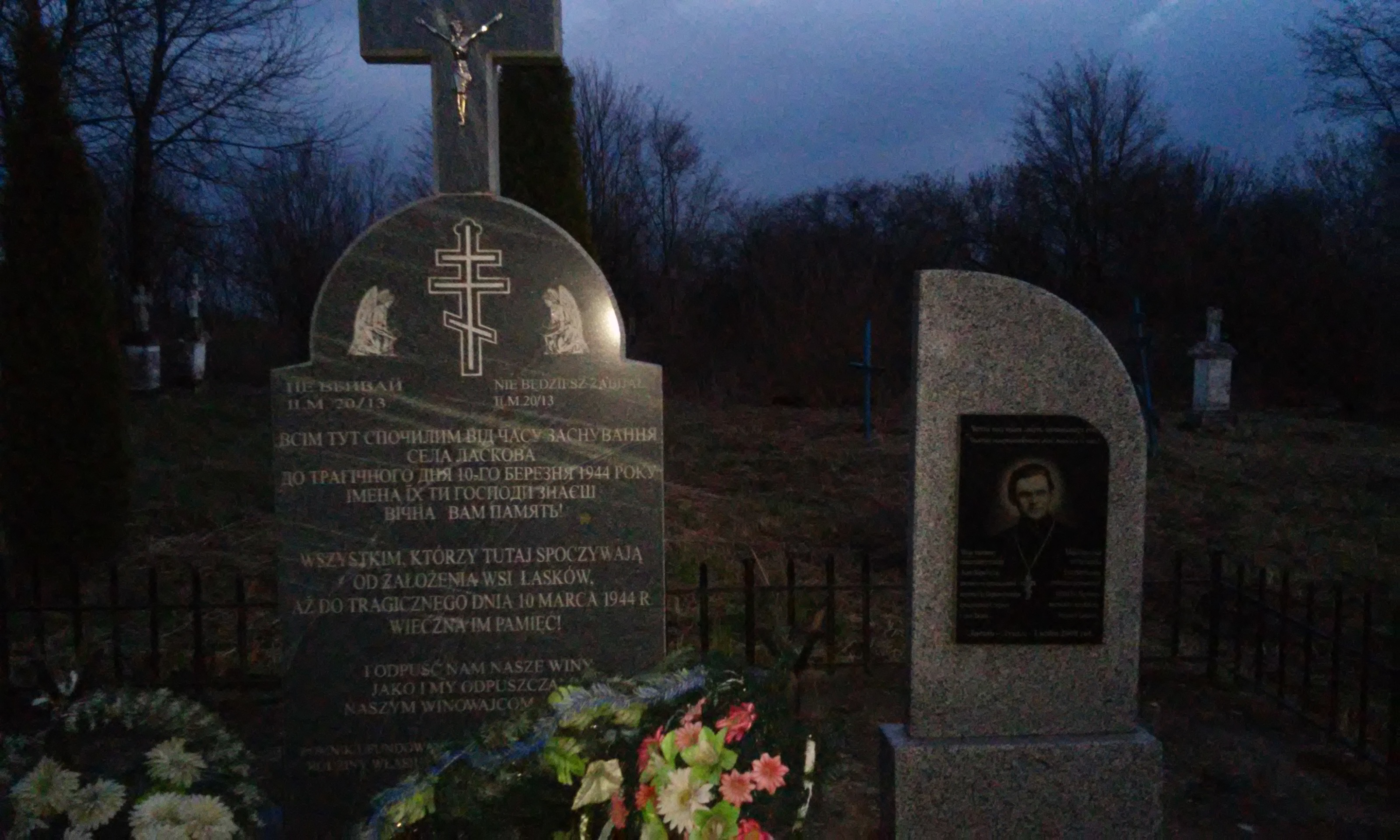
Pomniki na cmentarzu w Łaskowie – upamiętnienie zmarłych mieszkańców wsi oraz ks. Lwa Korobczuka
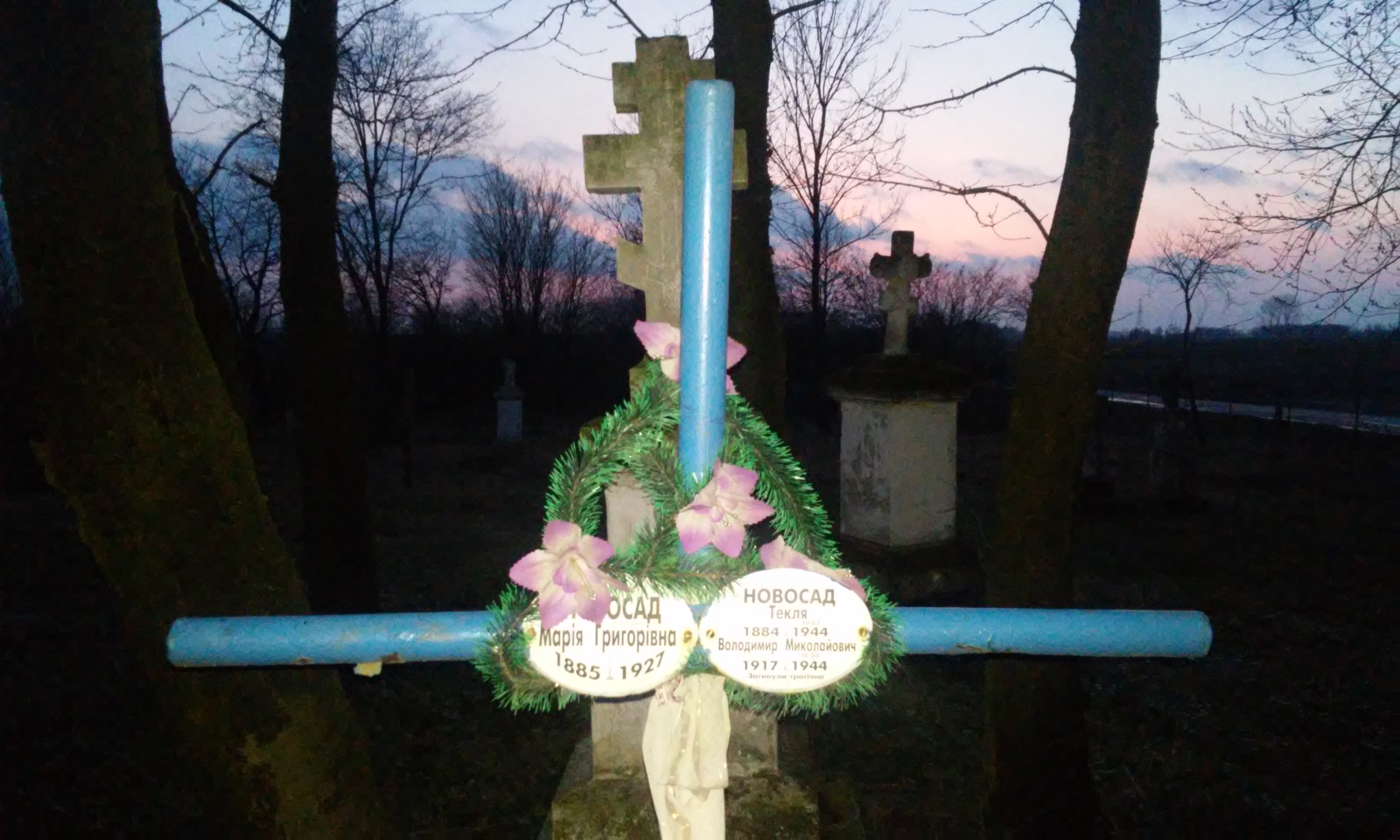
Grób dwojga mieszkańców wsi zamordowanych 10 marca 1944
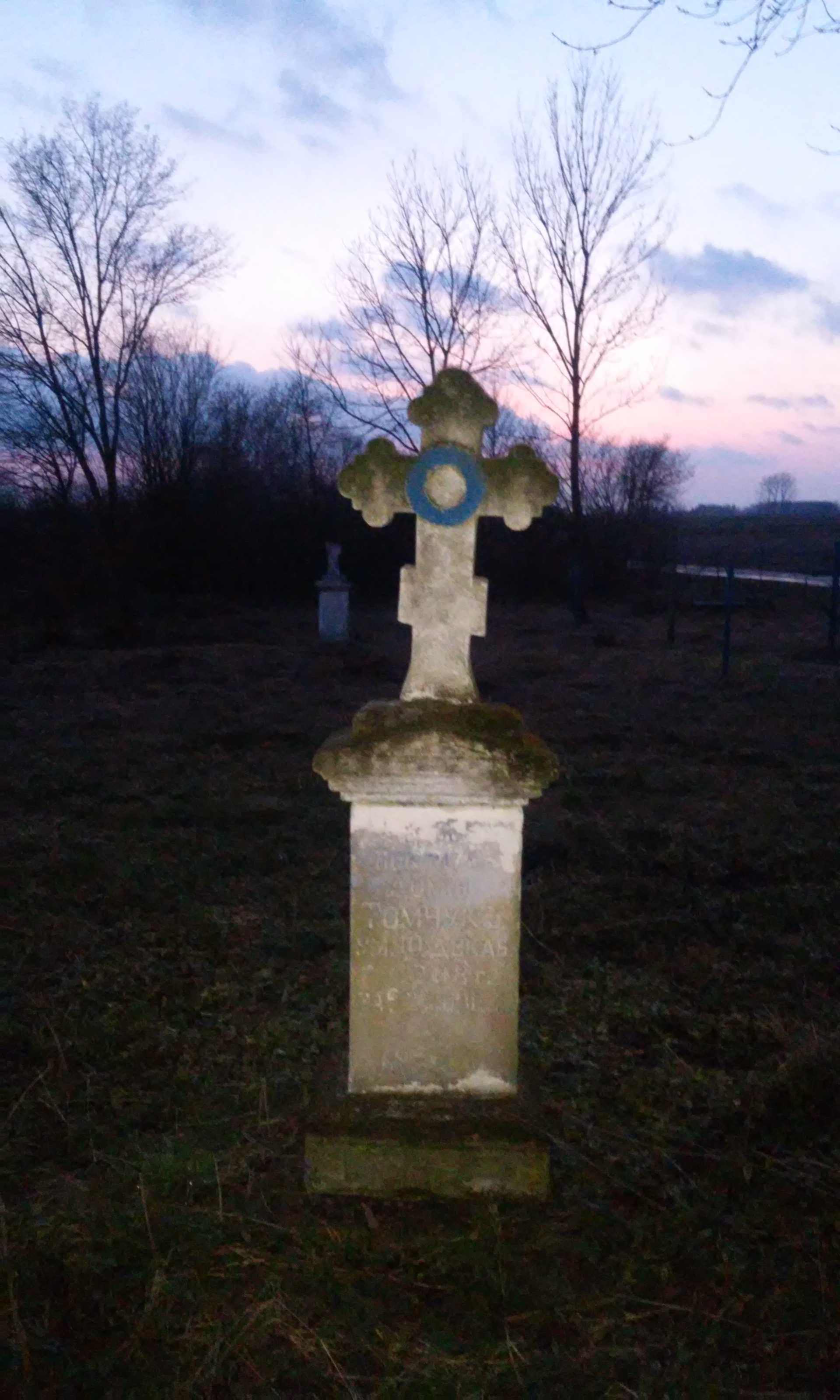
Nagrobek z I poł. XX wieku